# Agathis gibbosa
Agathis gibbosa es una especie de avispa parasitoide de la familia Braconidae que ataca larvas de lepidópteros. Fue descrito por Say en 1836. Es un endoparasitoide de Phtorimaea operculella.
Se distribuye en Canadá, en Estados Unidos (California, Colorado, Georgia, Illinois, Indiana, Kansas, Lusiana, Maryland, Massachusetts, Míchigan, Misuri, Nueva Jersey, Nuevo México, Nueva York, Texas y Virginia). También se le puede encontrar en Bermuda y en México en el noroeste del país en Baja California.